# Senior League World Series 2014
Die Senior League World Series 2014 war die 54. Austragung der Senior League Baseball World Series, einem internationalen Baseballturnier für Knaben zwischen 13 und 16 Jahren. Gespielt wurde in Bangor, Maine.

## Teilnehmer
Die zehn Mannschaften bildeten eine Gruppe aus sechs Mannschaften aus den Vereinigten Staaten und eine Gruppe aus vier internationalen Mannschaften.
| Vereinigte Staaten                    | International                                   |
| ------------------------------------- | ----------------------------------------------- |
| Bangor, Maine Gastgeber               | Saipan, Nördliche Marianen Region Asien-Pazifik |
| Bristol, Connecticut Region Ost       | Emilia. Italien Region Europa und Afrika        |
| Dumfries, Virginia Region Südost      | Regina, Saskatchewan Region Kanada              |
| Houston, Texas Region Südwest         | Willemstad, Curaçao Region Lateinamerika        |
| Wailuku, Hawaii Region West           |                                                 |
| Grand Rapids, Michigan Region Zentral |                                                 |

## Ergebnisse
Die Teams wurden in zwei Gruppen eingeteilt. Jeder spielte gegen Jeden in seiner Gruppe, die beiden Ersten spielten gegeneinander den Finalplatz aus. Im November 2013 wurden die Spieldaten bekannt gegeben.

### Vorrunde

#### Gruppe A
| Platz | Region        | W | L | %     |
| ----- | ------------- | - | - | ----- |
| 1.    | Gastgeber     | 4 | 0 | 1.000 |
| 2.    | Südost        | 3 | 1 | 0.750 |
| 3.    | West          | 2 | 2 | 0.500 |
| 4.    | Kanada        | 1 | 3 | 0.250 |
| 5.    | Asien-Pazifik | 0 | 4 | 0.000 |

| Datum      | Zeit  | Stadion           | Begegnung     | Begegnung | Begegnung     | Ergebnis |
| ---------- | ----- | ----------------- | ------------- | --------- | ------------- | -------- |
| 10. August | 12:00 | Mansfield Stadium | Kanada        | –         | Gastgeber     | 2:7      |
| 10. August | 20:00 | Mansfield Stadium | Südost        | –         | West          | 5:1      |
| 11. August | 13:00 | Mansfield Stadium | West          | –         | Kanada        | 11:0     |
| 11. August | 17:00 | Mansfield Stadium | Gastgeber     | –         | Asien-Pazifik | 13:3     |
| 12. August | 10:00 | Mansfield Stadium | Kanada        | –         | Südost        | 0:10     |
| 12. August | 20:00 | Mansfield Stadium | West          | –         | Asien-Pazifik | 10:0     |
| 13. August | 13:00 | Mansfield Stadium | Asien-Pazifik | –         | Kanada        | 5:6      |
| 13. August | 17:00 | Mansfield Stadium | Südost        | –         | Gastgeber     | 3:7      |
| 14. August | 10:00 | Mansfield Stadium | Asien-Pazifik | –         | Südost        | 1:9      |
| 14. August | 17:00 | Mansfield Stadium | Gastgeber     | –         | West          | 3:1      |

#### Gruppe B
| Platz | Region            | W | L | %     |
| ----- | ----------------- | - | - | ----- |
| 1.    | Lateinamerika     | 4 | 0 | 1.000 |
| 2.    | Südwest           | 3 | 1 | 0.750 |
| 3.    | Zentral           | 1 | 3 | 0.250 |
| 4.    | Ost               | 1 | 3 | 0.250 |
| 5.    | Europa und Afrika | 1 | 3 | 0.250 |

| Datum      | Zeit  | Stadion           | Begegnung         | Begegnung | Begegnung         | Ergebnis |
| ---------- | ----- | ----------------- | ----------------- | --------- | ----------------- | -------- |
| 10. August | 14:30 | Mansfield Stadium | Zentral           | –         | Lateinamerika     | 0:7      |
| 10. August | 17:30 | Mansfield Stadium | Ost               | –         | Südwest           | 0:10     |
| 11. August | 10:00 | Mansfield Stadium | Europa und Afrika | –         | Ost               | 0:1      |
| 11. August | 20:00 | Mansfield Stadium | Zentral           | –         | Südwest           | 0:6      |
| 12. August | 13:00 | Mansfield Stadium | Südwest           | –         | Europa und Afrika | 11:3     |
| 12. August | 17:00 | Mansfield Stadium | Lateinamerika     | –         | Ost               | 11:1     |
| 13. August | 10:00 | Mansfield Stadium | Lateinamerika     | –         | Europa und Afrika | 14:4     |
| 13. August | 20:00 | Mansfield Stadium | Ost               | –         | Zentral           | 0:5      |
| 14. August | 13:00 | Mansfield Stadium | Europa und Afrika | –         | Zentral           | 1:0      |
| 14. August | 20:00 | Mansfield Stadium | Südwest           | –         | Lateinamerika     | 2:4      |

### Finalrunde
|  | Halbfinale       | Halbfinale |            |                  | Weltmeisterschaft | Weltmeisterschaft |
|  |                  |            |            |                  |                   |                   |
|  | 15. August       |            |            |                  |                   |                   |
|  | A1 Gastgeber     | 0          |            |                  |                   |                   |
|  | B2 Südwest       | 7          |            |                  | 16. August        | 16. August        |
|  |                  |            | B2 Südwest | 7                |                   |                   |
|  | 15. August       | 15. August |            | B1 Lateinamerika | 4                 |                   |
|  | B1 Lateinamerika | 3          |            |                  |                   |                   |
|  | A2 Südost        | 2          |            |                  |                   |                   |
|  |                  |            |            |                  |                   |                   |

## Weblink
- Offizielle Webseite der Senior League World Series